# Tweede Kamerverkiezingen 2006/Kandidatenlijst/LibDem
De kandidatenlijst voor de Tweede Kamerverkiezingen 2006 voor LibDem.
1. Sammy van Tuyll van Serooskerken - 1.581
2. Linda Beijlsmit - 274
3. Carolien Harrems - 77
4. John Heck - 30
5. Jochem Sprenger - 23
6. Hans Daale - 40
7. Jaap van Eenennaam - 33
8. Reinier Zeldenrust - 34
9. Frans van de Camp - 23
10. Patty Harpenau - 39
11. Antoine Endtz - 14
12. Hans Beyer - 26
13. Peter Luijten - 26
14. Theo Bax (niet verkiesbaar in kieskring 1) - 67

2006 · 2012
CDA · PvdA · VVD · SP · Fortuyn · GroenLinks · D66 · ChristenUnie · SGP · Nederland Transparant · PvdD · EénNL · PVV · Lijst 14 · Partij voor Nederland · CDDP · LibDem · VSP · Ad Bos Collectief · GVIP · Lijst 21 · Tamara's Open Partij · Solide Multiculturele Partij · hetZeteltje